# Phillips (Wisconsin)
Pour les articles homonymes, voir Phillips.
La ville de Phillips est le siège du comté de Price, dans l’État du Wisconsin, aux États-Unis. Sa population s’élevait à 1 478 habitants lors du recensement de 2010.

## Démographie
| Groupe                           | Phillips | Wisconsin | États-Unis |
| -------------------------------- | -------- | --------- | ---------- |
| Blancs                           | 95,1     | 86,2      | 72,4       |
| Métis                            | 2,0      | 1,8       | 2,9        |
| Asiatiques                       | 1,4      | 2,3       | 4,8        |
| Afro-Américains                  | 0,7      | 6,3       | 12,6       |
| Amérindiens                      | 0,7      | 1,0       | 0,9        |
| Autres                           | 0,1      | 2,4       | 6,2        |
| Total                            | 100      | 100       | 100        |
|                                  |          |           |            |
| Hispaniques et Latino-Américains | 1,5      | 5,9       | 16,7       |

Selon l’American Community Survey, pour la période 2011-2015, 96,15 % de la population âgée de plus de 5 ans déclare parler anglais à la maison, alors que 1,23 % déclare parler l'espagnol, 1,02 % l'allemand et 1,60 % une autre langue.

## Source
- (en) Cet article est partiellement ou en totalité issu de l’article de Wikipédia en anglais intitulé « Phillips, Wisconsin » (voir la liste des auteurs).

1. ↑  (en) « Phillips , WI Population - Census 2010 and 2000 », sur censusviewer.com.
2. ↑  (en) « Population of Wisconsin - Census 2010 and 2000 », sur censusviewer.com.
3. ↑  (en) « Language spoken at home by ability to speak English for the population 5 years and over ».